# Заприсяжна цнотливиця
Заприся́жна цнотли́виця (алб. virgjineshtë) — жінка, яка добровільно взяла клятву безшлюбності (повної відмови від шлюбу і сексуального життя) і переймає чоловічу роль у сім'ї. Після принесення клятви перед старійшинами села з «заприсяжною цнотливицею» обходяться як з чоловіком. Вона носить чоловічий одяг, веде чоловічий спосіб життя і має право голосу в управлінні громадою нарівні з чоловіками.
Даний феномен має місце в Албанії. Вперше про існування «клятвених дів» західноєвропейським дослідникам і мандрівникам стало відомо на рубежі XIX—XX століть. В даний час явище досі зустрічається в консервативних північних провінційних регіонах Албанії, хоча й поступово зникає.
Однією з причин, яка спонукає дівчину приймати клятву безшлюбності, є небажання вступати в нав'язуваний їй громадою шлюб. Іншим найважливішим мотивом може бути відсутність чоловіків на чолі родини. При такому становищі жінки в сім'ї виявляються незахищеними і не мають представника в раді громади. І лише у випадку, коли одна з жінок переймає роль чоловіка, сім'я має захисника своїх інтересів у раді. Така ситуація може виникнути, наприклад, після смерті батька — голови родини, коли в сім'ї відсутні інші повнолітні чоловіки. У цьому випадку «чоловіком» стає одна з неодружених жінок, прийнявши обітницю цнотливості.